# FC Vereya
El FC Vereya es un equipo de fútbol de Bulgaria que juega en la B PFG, la segunda liga de fútbol más importante del país.

## Historia
Fue fundado el 15 de julio de 2001 en la ciudad de Stara Zagora por Hristiyan Parvanov, Galin Mihaylov, Slavcho Tanev, Tonko Totev y Dimo Hristov y hasta la temporada 2005/06 participaba en las ligas regionales de Bulgaria hasta lograr el ascenso a la V AFG con el nombre FC Vereya-Arsenal luego de fusionarse con el Arsenal Kazanlak en 2005, pero un año después cambian su nombre al de Arsenal Kazanlak y el segundo equipo se muda a la ciudad de Stara Zagora y pasa a llamarse FC Vereya.
En 2016 el club aplicó para poder participar en la Liga Profesional de Bulgaria y el 7 de junio de 2016 recibió el visto bueno de la Liga de Fútbol Profesional de Bulgaria para jugar en la máxima categoría para la temporada 2016/17.

## Palmarés
- Copa de Fútbol Amateur de Bulgaria: 1

2013–14
- A RFG Stara Zagora: 3

2008–09, 2010–11, 2011–12

## Jugadores

### Plantilla 2017-18
Actualizado el 8 de febrero del 2018